# コンピュータ・レイジ
コンピュータ・レイジ (英: Computer rage) とは、コンピュータに向けた怒りやフラストレーションの高まりにより生じる、ネガティブな心理的反応である。この反応の例としては、コンピュータに向かって罵声を浴びせ、怒鳴る。キーボードやマウスを叩く、投げる。物や武器を使ってコンピュータやディスプレイを攻撃するといった行為が挙げられる。

## 主な事例
2015年4月、コロラド州の男性が、自らのコンピュータを路地裏に持ち出して、9mm拳銃で銃弾8発を撃ち込む事件を起こし、市街地で銃を乱射したとして出頭命令が出された。彼は警察に対し、コンピュータへの苛立ちが「臨界点に達し」そして、発砲後には「天使が高らかに歌った」と語った。
2007年、ドイツ人男性が夜中にコンピュータを窓から投げ捨て、近隣住民を驚かせる事件を起こした。ドイツ警察は「そうしたいと思ったことがない人はいないだろう」と同情の念を示し、これを起訴しなかった。
2006年、男性が職場のコンピュータに攻撃をする姿を写した監視カメラ映像の演出動画「Bad Day」が公開され、大きな反響を呼んだ。この動画は2013年時点で、合計200万回を超える再生回数となっている。
他にも、揚げ物用のフライヤーにラップトップパソコンを投げ込むレストランのオーナーや、コンピュータを窓の外へ向けて投げたものの、窓が閉まっていることに気づかなかった人など様々な報告例がある。

## 流行と調査
1999年には、コンピュータ・レイジは、道路上におけるロード・レイジよりも一般的になっていると推測されていたが、2015年の研究により、怒りの感情の発生割合は、コンピュータ使用時の方が、運転中よりも低いことが明らかとなった。ただし、運転中とコンピュータ使用時における発生割合は、他の状況と比べ、突出して高くなっている。
2013年、アメリカの成人に対する調査では、過去6か月以内にコンピュータの問題に直面した経験があると回答した人のうち36%の人が、コンピュータに対し、叫び、怒鳴り、罵り、または、物理的な攻撃を加えたことがあると答えた。
2009年、イギリスのコンピュータ利用者を対象にした調査が行われた。54%の人がコンピュータを罵倒した経験があり、40%の人がコンピュータに物理的な暴力を加えた経験があると回答した。また、この調査では、殆どの利用者が月に3、4回のコンピュータ・レイジを経験していることも判明した。
地理的に異なる地域においては、コンピュータ・レイジの種類も異なる。ある調査によれば、ロンドンの人は、コンピュータに物理的な攻撃の加える可能性が5倍に及び、また、ヨークシャー・アンド・ザ・ハンバーの人は、コンピュータを怒鳴りつける可能性が高いことが示された。また、年齢層による違いも見られ、若い人 (18-24歳) の方が、年齢の高い人 (35歳以上) に比べコンピュータへの不満に直面した際に、より虐待的な行動を取ることが分かっている。また、コンピュータに対する経験の少ない人ほど、コンピュータに対する怒りや無力を感じることが多いことが報告されているが、他の研究では、コンピュータに対する使用期間や頻度ではなく、コンピュータに対する自己効力感の強さにより、フラストレーションを予測できると述べている。
1999年のイギリスでは、公認臨床検査技師、法医学および健康心理学者であり、英国心理学会のフェローであるロバート・J・エーデルマン教授が、テクノロジーに関連する怒りに苦しむ人へ向けた特別な相談サービスを提供していた
。

## 原因

### コンピュータの要因
コンピュータ利用者は、様々な理由により怒りやフラストレーションを経験する。アメリカの成人に対する2013年の調査では、ほぼ半数 (46%) の人がマルウェアやコンピュータウイルスに起因するコンピュータ問題を経験し、次いでソフトウェアの問題 (10%) 、メモリ不足 (8%) がそれに続くと報告された。また別の調査では、電子メール、ワープロソフト、ウェブブラウジング、オペレーティングシステムのクラッシュ、探している機能が見つからないこと、および、プログラムのクラッシュが、コンピュータに対してフラストレーションを溜める常習的な原因として挙げられている。
これらの技術的問題に加えて、過密スケジュール、不十分な進捗状況、コンピュータタスクの失敗などが組み合わさり、怒りやフラストレーションを増大させることもある。この怒りやフラストレーションの感情を抑制できなくなったとき、コンピュータ・レイジが発生する可能性がある
。

### 心理的要因
感情に関する研究では、怒りは、計画や期待の中断により発生し、とりわけ社会的規範の違反に起因して中断が起きた場合、顕著に表れることが示されている。この怒りの感情は、目標や、目下の課題に対し、その達成を阻むもの、または、社会的規範の違反が起きた理由について、理解ができない場合に拡大する可能性がある。
心理学者はこの心理状態について、コンピュータを利用する人は、人と接する場合と同様の振る舞いをもってコンピュータと対話するため、コンピュータ・レイジの発生と密接に関係すると主張している。つまり、締め切り期限や、重要な課題を達成しなければならないときに、コンピュータの機能不全が発生すると、利用者は人に裏切られたかのようにコンピュータに裏切られたと感じることとなる。具体的には、利用者が自らのコンピュータが正常に動作しない理由を理解できないとき、その多くは、それを最も必要とする場面において、社会的規範の違反や個人攻撃と同様に受け取り、敵意を抱く場合がある 。
同様に、コンピュータによって発生した裏切りの感情は、他のネガティブな感情を呼び起こすこともある。アメリカの成人を対象とした調査によれば、コンピュータの問題を経験した人のうち、10%の人が無力感を、4%の人が裏切られた感覚を示した。同調査では、18-34歳の成人のうち7%の人が、過去6か月以内にコンピュータの問題により涙を流したと回答している。

## 危険性と潜在的利益
コンピュータ・レイジは、物損や身体的傷害、また同時に、心理的危害をもたらす可能性がある。専門家の中には、コンピュータのフラストレーションを解消することによる利益を主張する者もいるが、多くの専門家からの同意は得られていない。一例として、怒りの感情の抑制による悪影響を回避し、緩和する方法として、コンピュータに対して怒鳴ることが提言されたが、新たな研究により、怒鳴る行為自体が健康へ悪影響を与える可能性が示されている。これに対し、コンピュータで怒りを解放することは、人ではなく、物体に怒りを向けるという利点があり、気晴らしにもなるため、有益であるとの解釈もある。

## 予防と管理
フラストレーションを発生させるコンピュータ問題への対応として、一部の専門家からは、コンピュータから15分離れ「冷静になる」ことが提言されている。別の予防手段としては、頻繁にデータのバックアップを取る、メモリを増強する、また、動物をかわいがる時のような、楽しい想像をすることである。コンピュータ・レイジは、その問題を、失敗ではなく課題と考えるときに、発生が少ないことが報告されているため、コンピュータの知識向上を目標に据えることも有益な可能性がある。コンピュータ・レイジが回避できないときは、安全ゴーグルの着用や古いマシンでフラストレーションの解消を図るなどの、損害を最小化する行動を選択することで、怪我の可能性や財産の損失を低減できる。
特に納期が重視される環境下でコンピュータを扱う従業員の雇用主は、適切なソフトウェアの確認や、従業員にアンガーマネジメント教育を提供することで、コンピュータ・レイジの抑止を図ることができる。一部のコンピュータ技術者の会社では、コンピュータ・レイジの低減のために、技術的な問題を診断し修正する方法と同様に、センシティブな心理状態の顧客への対応についても訓練を行っている。
コンピュータのインタフェースにおいて、エラーが発生した場合に、感情を収めるような表示や、修復方法を提供するようなデザインにすることが、コンピュータ・レイジの発生や怒りの抑止方法として示されている。アフェクティブコンピューティングのアプリケーションにより、コンピュータの使用に関連したネガティブな感情を効果的に軽減することが明らかとなった。ある研究では、利用者の感情を汲み取り、共感を提供し、感情の状態を検証するインタフェースが、コンピュータのフラストレーションに関係するネガティブな感情を大幅に軽減することが示されている。また別の研究では、エラーメッセージにポジティブな表現が含まれる場合は、ネガティブな表現の場合や通常のエラーメッセージの場合と比べ、多くの幸福を感じている兆候を表した。